# Po prostu walcz!
Po prostu walcz! (ang. Never Back Down) – amerykański film akcji z 2008 roku.

## Fabuła
Jake Tyler po przeprowadzce z innego miasta zostaje podstępem zwabiony do klubu mieszanych stylów walki znajdującego się w podziemiach. Pierwsza walka nie przynosi mu chwały, bo przegrywa. Postanawia podszkolić się w sztukach walki i w tym celu udaje się do pewnego weterana. Podczas treningu pracuje nad swoim ciałem i umysłem. Po treningu czuje się na siłach na tyle aby móc znów walczyć z przeciwnikiem, z którym poniósł porażkę.

## Występują
- Sean Faris jako Jake Tyler
- Djimon Hounsou jako Jean Roqua
- Amber Heard jako Baja Miller
- Cam Gigandet jako Ryan McCarthy
- Evan Peters jako Max Cooperman
- Leslie Hope jako Margot Tyler
- Wyatt Henry Smith jako Charlie Tyler
- Affion Crockett jako Beatdown DJ Swagga
- Neil Brown Jr. jako Aaron
- Lauren Leech jako Jenny
- Tilky Jones jako Eric
- Steven Crowley jako Ben Costigan
- Tom Nowicki jako Pan Lloyd
- David Zelon jako Tata Ryana
- Chris Lindsay jako Pobity sędzia sportowy
- Chris Adler jako Wojownik
- Artie Ahr jako Pobity chłopak
- Jim R. Coleman jako Sędzia sportowy
- Joseph Cortez jako Wojownik / Lopez
- Cameron Francis jako Lekarz
- Luther 'Rich' Freeman jako Wojownik
- Alexandria Iona jako Przyjaciółka Bai
- Jennifer L. Miller jako Wojowniczka
- Jennifer Paige Moralez jako Studentka / Widz
- Byron Peck jako Archiwista walk
- Aaron Pushkar jako Prowokator
- Summer Raine jako Widz
- Igor Smorshok jako Wojownik
- Anesti Vogia jako Wojownik
- Ryan Watson jako Pokonany wojownik
- Wolfgang J. Weber jako Wojownik
- Robie Alan jako Podający puchar / Student
- Jessica Badeaux jako Adiutantka
- David Bermejo jako Student
- Colin Bowman jako Pracownik na basenie
- Justin Brown jako Student z angielskiej klasy
- Nancy Bush jako Widz
- Marc Carasello jako Entuzjasta walk
- Whitney Costner jako Oglądająca walki
- Ricky Dunlop jako Student
- Omar Elkalyoubie jako Student
- Darwin 'Mightymouse' Francis jako Student
- Wael Georgey jako Student
- Rod Grant jako Oglądający walki
- Rámón Hernández jako Student
- David How jako Pracownik na basenie
- Bjorn Jiskoot Jr. jako Student
- Jesse Kozel jako Oglądający walki
- Nando Lavao jako Student
- Ron Lewis Jr. jako Właściciel sprzętu narciarskiego
- Alyssa Maio jako Dziewczynka na meczu tenisowym
- Brenna Maio jako Dziewczynka na meczu tenisowym
- Johnny Maio jako Chłopiec na meczu tenisowym
- Tiffany Marshall jako Nauczycielka
- Melody Mccraney jako Oglądająca tenisowe rozgrywki
- Kristin Mellian jako Fanka tenisa
- Andy Ussach jako Mężczyzna w kawiarni
- Milissa Skoro jako Przyjaciółka Bai
- Christian Roberts jako Atleta
- Danny Rawley jako Tenisista
- John Archer Lundgren jako Pacjent w szpitalu
- Chris Tharp jako Obserwator walk
- Shawn Banks jako Bramkarz
- David W. Scott jako Pracownik na basenie
- Tom Myers jako Pracownik na basenie
- Joshua Mueller jako Przeciwnik
- Remington Reed jako Kline
- Peter Allende jako Villa
- Jonathan Eusebio jako Dak Ho
- Tony Fuh jako Stackwell
- Daniel Lovette jako Himoff
- Craig Raboteau jako Nyah
- Frank Santore jako Taylor
- Joop Katana jako Camin
- Kyle Sabihy jako Kolega z drużyny Jake'a
- Patric Knutsson jako Facet
- Jeremy Palko jako Biegacz
- Antony Matos jako Facet z żółtego hammera
- Daniel Hernandez jako Facet z żółtego hammera
- Justin A. Williams jako Facet z żółtego hammera
- Jon McIntosh jako Chłopak przy komputerze w Beatdown
- Chele André jako Dziewczyna Max'a
- David J. Perez jako Miles Dupree
- Jocelyn Binder jako Dziewczyna w gorącej kąpieli
- Deon Stein jako Dziewczyna w gorącej kąpieli
- Steve Zurk jako Ojciec Jake'a
- Devin Higgins jako Walczący w rezydencji
- Delphine French jako Walczący w rezydencji
- Joe Williams jako Latynos walczący w rezydencji
- Angel Hernandez jako Walczący Afroamerykanin
- Rachael Thompson jako Była dziewczyna walcząca w rezydencji
- Ryan Frank Rayonec jako Były chłopak walczący w rezydencji
- Chris Byrne jako Oglądający walki